# Antonio Bailetti
Pour les articles homonymes, voir Bailetti.
Antonio Bailetti (né le 29 septembre 1937 à Bosco di Nanto, une frazione de la commune de Nanto, dans la province de Vicence en Vénétie) est un coureur cycliste italien.

## Biographie
Antonio Bailetti a remporté la médaille d'or du contre-la-montre de 100 km par équipes lors des Jeux olympiques de 1960 à Rome avec Livio Trapè, Ottavio Cogliati, Giacomo Fornoni. Professionnel de 1961 à 1969, il a gagné deux étapes du Tour d'Italie et du Tour de France. 

## Palmarès

### Palmarès amateur
- 1958
  - Coppa Caduti Buscatesi
  - 2e de la Coppa del Grande
  - 3e du championnat d'Italie de poursuite amateurs
- 1959
  - Gran Premio Giussano
  - 2e de la Coppa San Geo
- 1960
  -  Champion olympiques du contre-la-montre de 100 km par équipes (avec Livio Trapè, Ottavio Cogliati, Giacomo Fornoni)
  - Trophée Falck
  - 3e de la Coppa del Grande
  - 10e de la course en ligne des Jeux olympiques

### Palmarès professionnel
- 1961
  - 5e étape du Tour de Sardaigne
  - 6eb étape de Rome-Naples-Rome
  - 3eb étape des Trois Jours du Sud
- 1962
  - 2e et 6e étapes du Tour de Sardaigne
  - Gênes-Nice
  - 4e étape du Tour d'Italie
  - 9e étape du Tour de France
  - 10e de Milan-San Remo
- 1963
  - 21e étape du Tour d'Italie
  - 5e étape du Tour de France
- 1964
  - 2e étape du Tour de Sardaigne
  - 2e du Trofeo Laigueglia
  - 2e des Trois vallées varésines
  - 3e du championnat d'Italie sur route
- 1966
  - Trofeo Laigueglia

## Résultats sur les grands tours

### Tour de France
2 participations
- 1962 : 80e, vainqueur de la 9e étape
- 1963 : 55e, vainqueur de la 5e étape

### Tour d'Italie
6 participations
- 1961 : 76e
- 1962 : 39e, vainqueur de la 4e étape
- 1963 : 42e, vainqueur de la 21e étape
- 1964 : 76e
- 1965 : 46e
- 1966 : 54e

### Tour d'Espagne
1 participation 
- 1968 : abandon